# Béguios
Béguios – miejscowość i gmina we Francji, w regionie Nowa Akwitania, w departamencie Pireneje Atlantyckie.
Według danych na rok 1990 gminę zamieszkiwały 292 osoby, a gęstość zaludnienia wynosiła 26 osób/km² (wśród 2290 gmin Akwitanii Béguios plasuje się na 888. miejscu pod względem liczby ludności, natomiast pod względem powierzchni na miejscu 985.).
Urodził tu się prefekt apostolski Hajnanu o. Dominic Desperben SSCC.